# Canton de Cusset-Nord
Le canton de Cusset-Nord est une ancienne division administrative française située dans le département de l'Allier et la région Auvergne.

## Géographie
Le canton de Cusset-Nord comprenait trois communes et une fraction de la commune de Cusset au nord d'une limite définie par « l'avenue de Vichy (à partir de la limite territoriale de la commune de Vichy), [un] chemin piétonnier séparant le château de Presles du centre d'enseignement Vichy-Cusset (jusqu'à la rue d'Anjou), la rue d'Anjou (jusqu'au chemin piétonnier menant au château d'eau), [un] chemin piétonnier menant au château d'eau (jusqu'à l'avenue de Vichy), [l']avenue de Vichy, [la] rue de la République, [le] boulevard du Général-de-Gaulle, [la] place Victor-Hugo, [la] place Radoult-de-Lafosse, [la] rue Rocher-Favyé,[la] place Félix-Cornil, [le] cours La Fayette, [la] rue de la Barge, [la] route de Ferrières, [la] voie communale no 2 (jusqu'au chemin des Vignes), [le] chemin des Vignes, [la] rue des Tuileries, [le] chemin de Meunière (jusqu'à la rivière Le Jolan), et par la rivière Le Jolan (jusqu'à la limite de la commune de Molles) ».

## Histoire
Le canton a été créé en 1985 par la scission du canton de Cusset en deux nouveaux : Cusset-Nord et Cusset-Sud.
Un décret de 2014 modifiant le découpage des cantons du département de l'Allier supprime ce canton, après les élections départementales de 2015. Le nouveau canton de Cusset inclut toujours les trois communes de Bost et les deux Creuzier, mais aussi la fraction sud de la commune intégrée au canton de Cusset-Sud,.

## Administration

### Résultats électoraux
- Élections cantonales de 2004 : le sortant René Bardet (communiste) est élu au second tour avec 56,31 % des suffrages exprimés (3 285 voix sur 5 834 exprimés) ; Florence Blay (UMP) est battue avec 43,69 %. Le taux de participation est de 70,35 % (6 321 votants sur 8 985 inscrits)[4].
- Élections cantonales de 2011 : le sortant René Bardet (communiste) est élu au second tour avec 58,96 % des suffrages exprimés (2 330 voix sur 3 952 exprimés) ; Jean-Sébastien Laloy (DVD) est battu avec 41,04 %. Le taux de participation est de 47,25 % (4 361 votants sur 9 230 inscrits)[5].

## Représentation

### Liste des conseillers généraux
| Période | Période           | Identité              | Étiquette | Qualité                                                                                                   |
| ------- | ----------------- | --------------------- | --------- | --- |
| 1985    | 1986 (annulation) | Jean-François Hamaide | RPR       | Chef d'entreprise à Cusset                                                                                |
| 1986    | 1992              | René Bardet           | PCF       | Représentant, ancien conseiller général du Canton de Cusset (1979-1985)                                   |
| 1992    | 1993 (annulation) | Joseph Bléthon        | DVD       | Docteur-vétérinaire, maire de Cusset (1995-2001)                                                          |
| 1994    | 2013 (décès)      | René Bardet           | PCF       | Maire de Cusset (2001-2013) Premier vice-président de la communauté d'agglomération de Vichy Val d'Allier |
| 2013    | 2015              | Magali Dubreuil       | EELV      | Coordinatrice au service Enfance de Vichy Val d'Allier Ancienne conseillère municipale de Cusset          |

## Composition
Le canton de Cusset-Nord se composait d’une fraction de la commune de Cusset et de trois autres communes. Il comptait 13 458 habitants (population municipale) au 1er janvier 2012.
| Nom                | Code Insee | Intercommunalité    | Population (dernière pop. légale)              |
| ------------------ | ---------- | ------------------- | ---------------------------------------------- |
| Cusset (chef-lieu) | 03095      | CA Vichy Communauté | Fraction : 8 874(2012) Commune : 13 386 (2014) |
| Bost               | 03033      | CA Vichy Communauté | 192 (2014)                                     |
| Creuzier-le-Neuf   | 03093      | CA Vichy Communauté | 1 117 (2014)                                   |
| Creuzier-le-Vieux  | 03094      | CA Vichy Communauté | 3 310 (2014)                                   |

## Démographie
| 1990   | 1999   | 2006   | 2011   | 2012   |
| ------ | ------ | ------ | ------ | ------ |
| 13 196 | 13 196 | 13 463 | 13 448 | 13 458 |